# Michael Weston
Michael Weston (nascido em 25 de outubro de 1973) é um ator estadunidense. Seu papel mais conhecido é do detetive particular Lucas Douglas na série House MD.

## Biografia
Weston nasceu Michael Rubinstein  em Nova York, filho dos atores Judi West e John Rubinstein, o neto do virtuoso pianista Arthur Rubinstein e bisneto do maestro Emil Młynarski, que é o maestro fundador da Warsaw Philharmonic Orchestra e principal regente da Scottish Orchestra.
Weston apareceu na quinta temporada da série House MD como um investigador privado chamado Lucas Douglas contratado pelo Dr.Gregory House, ele reapareceu na sexta temporada namorando a Dr. Lisa Cuddy.

## Filmes
| Ano  | Nome                    | Personagens          | Notas                             |
| ---- | ----------------------- | -------------------- | --------------------------------- |
| 2000 | Coyote Ugly             | Danny                |                                   |
| 2000 | Sally                   | Bugs                 | Creditado como Michael Rubenstein |
| 2000 | Cherry Falls            | Ben                  |                                   |
| 2002 | Wishcraft               | Brett Bumpers        |                                   |
| 2002 | Hart's War              | Pfc. W. Roy Potts    |                                   |
| 2002 | Evil Alien Conquerors   | Kenny                |                                   |
| 2004 | Helter Skelter          | Bobby Beausoleil     | Filme de Televisão                |
| 2004 | Garden State            | Kenny                |                                   |
| 2005 | The Dukes of Hazzard    | Deputado Enos Strate |                                   |
| 2006 | The Last Kiss           | Izzy                 |                                   |
| 2007 | Wedding Daze            | Ted                  |                                   |
| 2008 | Pathology               | Dr. Gallo            |                                   |
| 2009 | State of Play           | Hank                 |                                   |
| 2009 | Crank: High Voltage     | Paramedic            |                                   |
| 2009 | Gamer                   | O produtor           |                                   |
| 2010 | Love, Wedding, Marriage | Gerber               |                                   |
| 2011 | Quad                    | Ross                 |                                   |
| 2012 | Liberal Arts            | Miles                |                                   |

## Televisão
| Ano         | Série                             | Personagens                        | Notes                                                                                                |
| ----------- | --------------------------------- | ---------------------------------- | --- |
| 1998        | Night Man                         |                                    | Episódio: 1.17 "Chrome II"                                                                           |
| 2003        | Frasier                           |                                    | Episódio: 10.14 "Daphne Does Dinner"                                                                 |
| 2004        | Monk                              | Morris                             | Episódio: 3.7 "Mr. Monk and the Employee of the Month"                                               |
| 2004 - 2005 | Six Feet Under                    | Jake                               | |
| 2006        | ER                                | Rafe Hendricks                     | Episódios: 12.22 "Twenty-One Guns", 13.1 "Bloodline"                                                 |
| 2006        | Saved                             | Tim Reston                         | Episódios: 1.2 "The Lady & the Tiger"                                                                |
| 2007        | Psych                             | Adam Hornstock                     | Episódio: 1.12 "Cloudy...Chance of Murder"                                                           |
| 2007        | Scrubs                            | Brian Dancer                       | Episódios: 6.7 "His Story IV", 6.9 "My Perspective", 6.10 "My Therapeutic Month", 6.12 "My Fishbowl" |
| 2007 - 2012 | Law & Order: Special Victims Unit |                                    | Episódios: 8.16 "Philadelphia," 8.19 "Florida", 8.22 "Screwed", 13.16 "Child’s Welfare"              |
| 2008 - 2010 | House MD                          | Lucas Douglas                      | Known Unknowns", 6.8 "Teamwork", 6.12 "Remorse" e 6.14 "5 to 9"                                      |
| 2009        | Crime Scene Investigation         | Ryan Morton; Tripp Linson; Carsten | Episódios: 9.15 "Kill Me If You Can"                                                                 |
| 2009        | NCIS: Los Angeles                 | LAPD Detetive John Quinn           | Episódio: 3.10 "The Debt"                                                                            |
| 2009        | Supernatural                      | Charlie (Versão Jovem)             | Episódio: 4.12 "Criss Angel is a Douche Bag"                                                         |
| 2009        | Burn Notice                       | Spencer                            | Episódios: 3.5 "Signals and Codes"                                                                   |
| 2010        | The Good Guys                     | Carson                             | Episódio: 1.17 "The Getaway"                                                                         |
| 2011        | CSI: New York                     | Frank Waters                       | Episódio: 8.9 "Means to an End"                                                                      |
| 2012        | White Collar                      | David Cook                         | Episódio: 4.03 "Diminishing Returns"                                                                 |
| 2012        | Coma                              | Peter Arno                         | |
| 2012        | Gus                               | Casey                              | |
| 2015        | Elementary                        | Oscar                              | |
| 2017        | Rosewood                          | Owen Panitch                       | Episódio 2.10: Bacterium & the Brothers Panitch (2017)                                               |